# Tenancingo (municipi de Tlaxcala)
Tenancingo és un municipi a l'estat de Tlaxcala. Tenancingo és la capital municipal i principal centre de població d'aquesta municipalitat. Aquest municipi és a la part sud de l'estat de Tlaxcala. Limita al nord amb els municipis de Zacatelco, al sud amb estat de Puebla, a l'oest amb San Pablo del Monte i a l'est amb Nativitas.